# ジョー・ラヴォウヴォウ
ジョー・ラヴォウヴォウ（Joe Ravouvou、1991年4月21日 - ）は、ナシオナル、CSブルゴワン＝ジャイユーに所属するラグビーユニオン選手。

## プロフィール
- フィジー出身[1]。
- ポジションはウィング(WTB)。
- 身長 190cm、体重 107kg

## 略歴
2018年、ワールドカップセブンズのニュージーランド代表に選ばれて優勝に貢献。
2020年、バイヨンヌに加入。
2022年、オヨナに加入。 
2023年、CSブルゴワン＝ジャイユーに加入。